# Lucian Bute
Lucian Bute (Pechea, 28 de fevereiro de 1980) é um pugilista romeno, que é o atual campeão mundial dos super-médios pela Federação Internacional de Boxe.

## Biografia
Bute nasceu na Romênia, mas radicou-se no Québec , na cidade de Montreal, a fim de dar início a sua carreira no boxe. Lutando como um pugilista amador, entre 1999 e 2003, Bute conquistou uma medalha de bronze no Campeonato Mundial de Boxe Amador de 1999 e uma medalha de ouro nos Jogos Francófonos de 2001.
Em novembro de 2003, aos 23 anos de idade, Bute iniciou sua carreira profissional no boxe, com uma vitória sobre Robert Muhammad. Quatro mais tarde, Bute ainda estava invicto, com 20 vitórias no seu cartel, quando em outubro de 2007, desafiou o título de campeão do colombiano Alejandro Berrio.
Lutando pelo cinturão dos super-médios da Federação Internacional de Boxe, Bute derrotou o campeão Berrio, via nocaute técnico no 11º assalto, de modo a se tornar apenas o terceiro romeno da história a conquistar um título mundial no boxe.

Após se tornar o campeão dos super-médios, em fevereiro de 2008, Bute fez sua primeira e bem-sucedida defesa de título contra o ex-campeão dos médios William Joppy, sem maiores problemas. Porém, em sua segunda defesa de título, lutando contra o mexicano Librado Andrade, Bute encarou uma luta que acabou terminando de uma maneira bastante controvertida.
Ocorrida em outubro de 2008, a luta entre Bute e Andrade parecia estar definida a favor do campeão até cinco segundos do término do último assalto, quando Andrade conseguiu nocautear Bute. Bute conseguiu se levantar e venceu a luta nos pontos, todavia, o córner de Andrade contestou o resultado, alegando que o árbitro da luta havia feito uma contagem prolongada demais.
Bute imediatamente garantiu uma revanche à Andrade, que somente se sucedeu em novembro de 2011, depois de Bute ter defendido seu cinturão uma terceira vez, em março de 2009, contra Fulgencio Zuniga. Nesse seu segundo encontro com Andrade, Bute conseguiu manter seu título sem margem para contestações, tendo colocado Andrade à nocaute no 4º assalto.
Em seguida, entre 2010 e 2011, Bute defendeu seu título contra Edison Miranda, Jesse Brinkley e Brian Magee.

## Ligações internas
- Lista dos campeões mundiais de boxe dos super-médios